# Гара
Гарата е комплекс от съоръжения, предназначени за обслужване на различни транспортни средства. Според вида на транспортните средства съществуват следните видове гари:
- Железопътна гара
- Автогара
- Морска гара
- Аерогара

В последните три случая става дума конкретно за съоръжения, обслужващи предимно пътнически превозни средства, както и самите пътници. Железопътните гари могат да бъдат както за обслужване на пътници и влакове за превоз на пътници, така и за други цели.

## Селище
Гара и железопътна спирка са били и видове населено място в България до 14 юли 1995 г. .
Много села и градове са възникнали около железопътни гари поради оживената икономическа дейност. В някои случаи, гарите, наречени на името на близко населено място, стават по-големи и по-важни от едноименните им селища. Пример в тази насока е гара Кричим, която се обособява в самостоятелно селище, днес общинския център - град Стамболийски.
Интересен случай представлява село Кръстец, почти цялото население на което е заето в сферата на железопътния транспорт.